# Gee (Crows-Lied)

Single von The Crows: Gee

Gee (Engl. für den Ausruf Mann!, Mensch!) ist ein Doo-Wop-Song, der von William Davies und Viola Watkins geschrieben und im Februar 1953 von The Crows in New York beim Independent-Label Rama Records veröffentlicht wurde. Es erreichte 1954 Platz 2 in den Rhythm-and-Blues-Billboard-Charts und Platz 14 in den Billboard-Pop-Charts und wurde in der damals sehr beliebten Musiksendung Your Hit Parade gespielt. Als erste Doo-Wop-Aufnahme der 1950er Jahre verkaufte es sich mehr als eine Million Mal. Gee war eine der ersten Rhythm-and-Blues-Aufnahmen, die als Crossover auch in den Pop-Charts erfolgreich war.

## Das Stück
Das Lied beginnt mit einigen Takten mit Nonsense-Text:
duh-duda-duh-duda-duh-duda-duh-duh-duba
gefolgt von der Lead-Stimme:
Oh-ho-ho-ho gee,my oh-oh gee-hee, well oh-ho gee, why I love that girl.
(Oh Mann, Oh Mann, nun warum liebe ich das Mädchen)
dann die Gruppe:
Love that girl!
(Liebe das Mädchen!)
Ritchie Unterberger hebt die „ansteckenden, fröhlichen Harmonien“ hervor. Die instrumentelle Begleitung bezeichnet er als abgewandelten Jump Blues. Die Melodie sei „unwiderstehlich“, der „Straßeneckengesang“ naiv-enthusiastisch.

## Entstehung
Gee war das dritte Stück, das während einer Aufnahmesession am 10. Februar 1953 bei Rama Records aufgenommen wurde. Es wurde innerhalb weniger Minuten vom Bandmitglied William Davis arrangiert, Viola Watkins wird ebenfalls als Urheberin angegeben. Sie spielte das Klavier und war beim Arrangement des Stücks beteiligt. Es wird die These vertreten, dass der Gitarren-Break, der auf der tradierten schottischen Melodie The Campbells are Coming basiert, vom Session-Gitarristen Lloyd „Tiny“ Grimes eingespielt worden sein könnte.
Das Stück wurde zunächst als B-Seite der Ballade I Love You So veröffentlicht. Allerdings begannen Radiostationen, die Platte umzudrehen und Gee zu spielen, zuerst in Philadelphia, dann in New York und Los Angeles. Im Januar 1954 waren 100.000 Platten verkauft worden, und im April erreichte das Stück in den Rhythm-and-Blues- und den Pop-Charts des Billboard-Magazins Platz 2 beziehungsweise Platz 14. Obwohl das Stück zu Beginn des Jahres 1954, ein Jahr nach Veröffentlichung, ein großer Hit wurde, blieben The Crows ein One-Hit-Wonder, da die danach veröffentlichten Stücke keinen Erfolg mehr hatten und nicht in die Charts aufgenommen wurden. Einige Monate nachdem Gee nicht mehr in den Charts vertreten war, löste sich die Band auf.

## Bedeutung
Gee wird als erste Rock-’n’-Roll-Platte einer Rock-’n’-Roll-Gruppe gewürdigt, weil das Stück eine Eigenkomposition war und einem schnellen Tanzrhythmus folgte. Crying in the Chapel von den Orioles war die erste Rhythm and Blues Aufnahme, der es gelang, in einem sogenannten Crossover als Stück einer schwarzen Musikgruppe die Pop-Charts zu erreichen – als Coverversion eines Country-Stückes. Gee – und ebenso dessen Rückseite (die eigentliche A-Seite, s. o.) I love You So – hingegen war ein selbst geschriebenes Lied einer Gruppe reiner Amateurmusiker, was die Bedeutung der erreichten Platzierungen in den Pop-Charts hervorhebt. Gee wird daher als wegweisend betrachtet, es bewahre eine wunderbar amateurhafte Anmutung
Die Beach Boys nahmen eine kurze Adaption des Stückes als Teil des unvollendeten Smile-Projekts auf. Das Stück wurde in Brian Wilsons Soloprojekt Brian Wilson presents Smile (2004) veröffentlicht. Frank Zappa’s Mothers of Invention spielten die Melodie des Stücks während ihrer ersten Europa-Tournee (September–Oktober 1967). Eine Liveaufnahme findet sich auf Frank Zappas offiziellem Bootleg  ’Tis the Season to Be Jelly, aus der Reihe Beat the Boots, veröffentlicht im Juli 1991.